# T-64主战坦克
T-64主战坦克是苏联在1960年代研发的主战坦克，是苏联标准下第一款第三代的（苏联标准是T-62为第二代。M1、挑战者和豹2和T-80为第四代）主战坦克，仅在苏联及解体后的多个独联体国家中服役，並只装备在一些前线军区部队裡。尽管T-64不像T-72主战坦克那样广泛被多个国家装备和发展，但却是苏联（包括苏联解体后分离出来的俄罗斯、乌克兰）日后的现代化坦克（如T-80、T-84）的基础。

## 概况
苏联T-64主战坦克是冷战时代最具有革命性的坦克设计之一。T-64主战坦克由位于乌克兰哈尔科夫的马雷舍夫工厂（即哈尔科夫运输机械制造厂，也称75工厂）莫洛佐夫机械设计局研制，是苏联标准的首款第三代主战坦克（按此标准，T-80、M1、挑战者2和豹2是第四代）。当时坦克设计局的局长亚历山大·莫洛佐夫是主持经典的T-54主战坦克的设计师。
T-64坦克的最為突出的技术革新就是装备一门使用分裝式炮弹和自动供弹的115毫米滑膛炮（型号2A21/D-68，后升级为125毫米2A26），让坦克毋需专职供弹手（副炮手），使乘员从4名减少到3名，减少坦克体积和重量，也是第一款使用複合裝甲的坦克。当时，T-64的乘员笑说这设计师是因听了诺门坎战役产生的军旅歌曲《三个坦克兵》（Три танкиста）才有感而发，是以设计了僅需三名坦克兵的T-64。 T-64系列也为苏联坦克技术开了先河，目的是使苏联红军在技术竞赛上领先北约，比如：1967年研发的T-64A首次装备了125毫米滑膛炮、同期研发的T-64B首次成功发射炮射反坦克导弹等。正是这一系列的技术革新，为苏联（俄罗斯）坦克日后发展方向奠定基礎。尽管T-64于1960年代末饱受新技术带来故障率问题的困扰，但无论是成本优先的T-72，以T-64为基础的技术优先的坦克T-80、T-84，还是试图在技术先进与生产成本上取得平衡的T-90、T-95，都无一不有T-64的影子。
T-64内部空间狭窄也限制了其现代化升级的潜力。

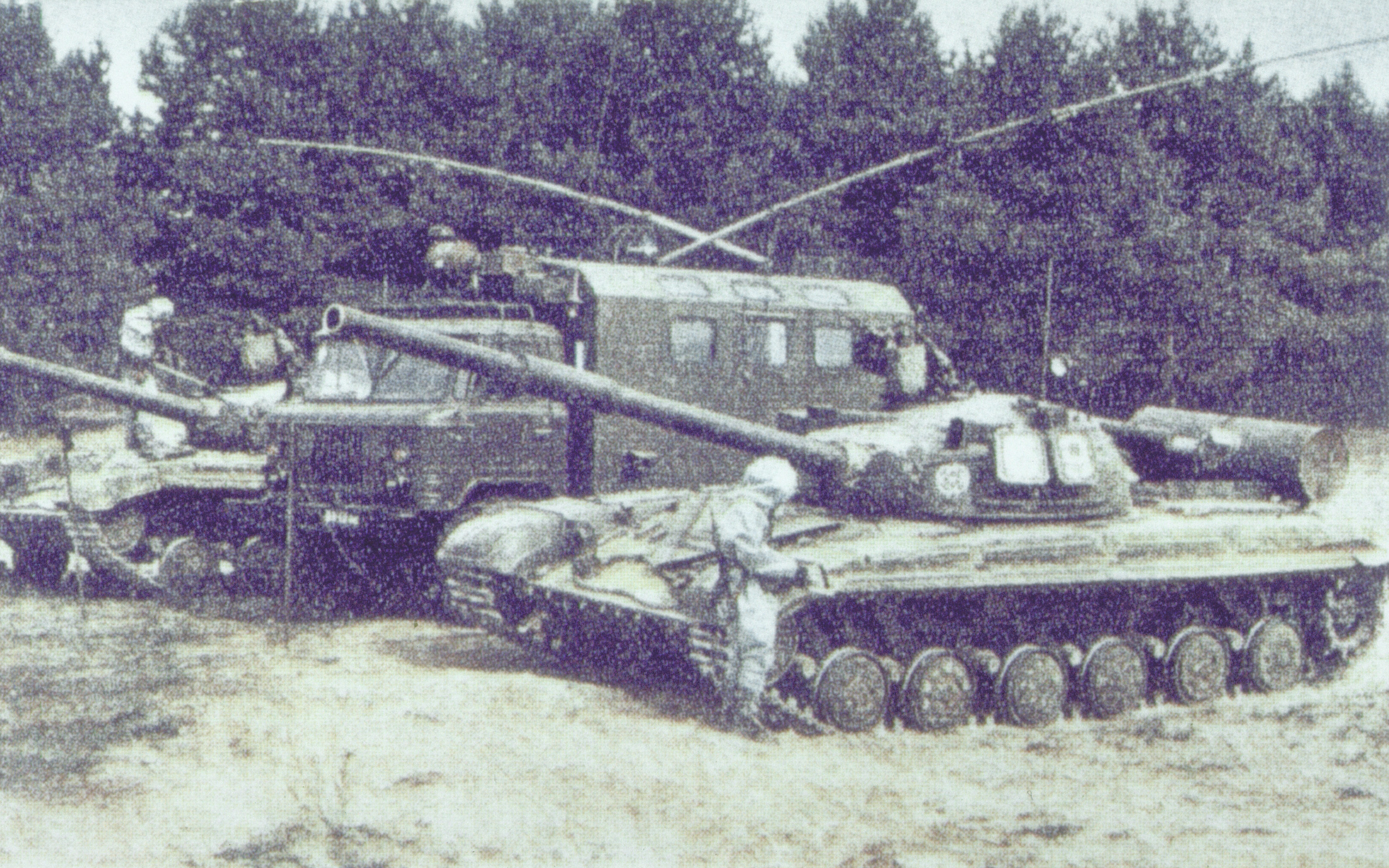
苏联步兵在T-64坦克上进行生化去污演习

苏联视这款坦克具有革命性、先进性，故此这款坦克的消息被严密封锁，T-64发展过程始终笼罩在神秘的迷雾中。直到1970年3月，西方情报人员方从当时在白俄罗斯军区军事演习的照片中发现这款神秘坦克，并以年份编号为“M1970”。参考T-72坦克的谍照以后，情报人员以为这款“M-1970”就是T-72的早期型号， 并把一些T-64的升级型、T-72的原型称作为“T-67”、“T-70”。 一直到了1976年T-64进入苏联驻东德部队服役时，北约才发现了對M1970之误读。然而，苏联对T-72的大肆宣传让北约对T-64一无所知。到了1978年，苏联军官维克多·苏沃洛夫叛逃英国后，北约才概括了解T-64。T-64一直是机密直到1985年在苏德战争40周年莫斯科胜利日阅兵中公开展出。及至苏联解体，T-64系列才走出谜团。
不像莫洛佐夫主持的另一款经典T-54坦克，T-64只被苏联军方采用，苏联政府从未允许其出口到其他国家或地区。直到1985年T-72B坦克出现为止，T-64在大部分性能上都优于苏联当时的其他坦克；西方阵营也是到了1979年德国豹2型坦克及美国M60A3问世后才有能与1976年服役的T-64B匹敌的坦克（例如同样配备横风传感器，模拟式弹道计算器，激光测距仪等）。1976年T-64A在东德的苏联驻东德部队裡部署，后来又在匈牙利南方部队裡装备。1981年起这两支部队又先后装备了T-64B坦克。除了在苏联驻外和西方军区的精锐部队中服役，一些国内常规部队也有装备T-64，比如敖德萨军区的第14军。
苏联解体后，繼承T-64資產的前蘇聯國家不多，大部分都集中在是俄羅斯、白俄羅斯、烏克蘭，而白俄羅斯持有的T-64缺乏技術與維護能量，因此沒有繼續使用。T-64的研发部门及主生产厂都在乌克兰，因此乌克兰军方一直改良T-64系列坦克，并研发出不少衍生车型。俄罗斯在蘇聯解體時承接了4千餘輛的T-64系列戰車，但也因為缺乏後勤來源大多轉入封存，在2014年克里米亞危機後有部分解封交付盧干斯克與頓內茨克政府使用。

## 研发历史

### 早期摸索
1951年，戰車工程師亞歷山大·莫洛佐夫所率領的研發團隊開始進行T-54以後的下一代戰車。這個高重要度的計畫在1953年正式被委派給位在乌克兰哈尔科夫的莫洛佐夫设计局（简称ХКБМ。英文简称“KMBD”）完成。

### 430工程

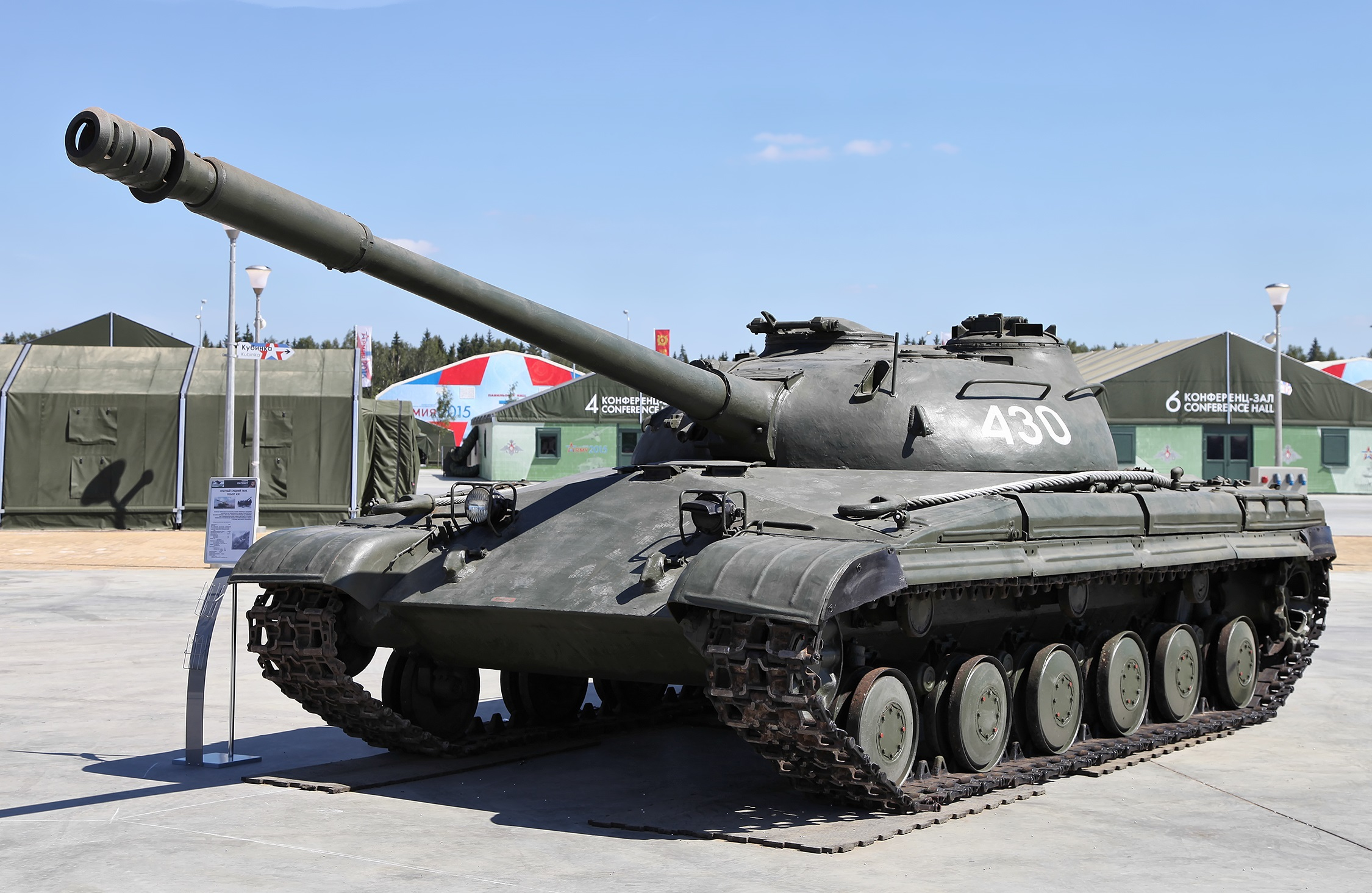
430工程原型车（T-64原型车）

新型坦克的设计项目始于1952年，1954年方案获批，并赋予430工程的编号，由KB-60M设计组负责。这个小组主要由哈尔科夫的马里舍夫第75号运输机械制造工厂（简称马里舍夫工厂）的一批刚从下塔吉尔（乌拉尔机车车辆厂所在地）搬迁回来的工程师组成，组长为领导莫洛佐夫设计局的亚历山大·莫洛佐夫。
430项目最初构想是在T-54尺寸与重量范围内设计火力、装甲与机动性要好得多的坦克。
430工程试验车的各个特点为冷战早期的华约阵营坦克设计观念带来革新。新型的600匹马力的两冲程Ｈ形水平对置活塞的5TD柴油引擎体积紧凑到即使加上两个分别装在两侧的变速箱也只占相当于T-54引擎舱一半的空间，因而可以轻松“压缩”动力传动室的容积降低坦克车体的高度。配搭每侧6个550毫米小直径的负重轮和全钢插销履带。行走装置和扭杆式悬挂系统比以往的更轻巧，并在第1、2、6负重轮加装液气悬挂装置，全车重量约36吨。
430工程试验车使用了铸造炮塔，配备了在之前多次在T-54系列底盘试验车上接受测试的，适配“彗星”稳定器的D-54TS线膛坦克炮（后来赋予代号U-8TS，由于在之前165工程，也就是T-62A的试验性装备，该炮获得2A24的炮兵装备总局代号），采用了与T-62坦克类似的抛壳装置，并安装了7.62毫米SGMT同轴机枪和14.5毫米KPVT重机枪。正面装甲厚度为120毫米，本来计划在430工程样车中使用复合装甲，但在其制作过程中复合装甲并未能完成，因此正面装甲由3层压延钢板构成。
新的设计还包括宽基合像光学测距仪，以提高远射程接战火炮的精度。
430工程还有另一种替代用的分支项目430U也做出了技术验证样车，配备有122毫米火炮和160毫米装甲，证明了中型坦克底盘是完全可以配备重型坦克的火力和防御力的。
430工程试验车获得了苏联政府领导国防工业的德米特里·乌斯季诺夫 (Dmitriy Ustinov) 的支持。第一批制作了3辆样车，首辆样车于1958年完成组装，其测试工作从1959年一直持续到1963年。从一开始5TD发动机就暴露出可靠性差的问题。
与此同时，由下塔吉尔的乌拉尔机车车辆厂（183工厂）的列昂尼德·卡尔采夫领导的另一支设计小组在开发140工程项目（其实140工程最早就是莫洛佐夫牵头研发的，后来莫洛佐夫从下塔吉尔回到了哈尔科夫，这个项目就由卡尔采夫接手继续完成，这是基于T-54的改良版，最终发展为T-62），试图与莫洛佐夫领导的430工程项目竞争。最终莫洛佐夫靠自身影响力，让苏联政府最终确定以430工程样车为新概念结构坦克的原型车。 但由于430工程试验车战技指标方面并没有表现出与苏联现役主力T-55坦克相比的明显优势，因此莫洛佐夫决定继续改进，并把现有的研究成果转入432工程项目。

### T-64（432工程）

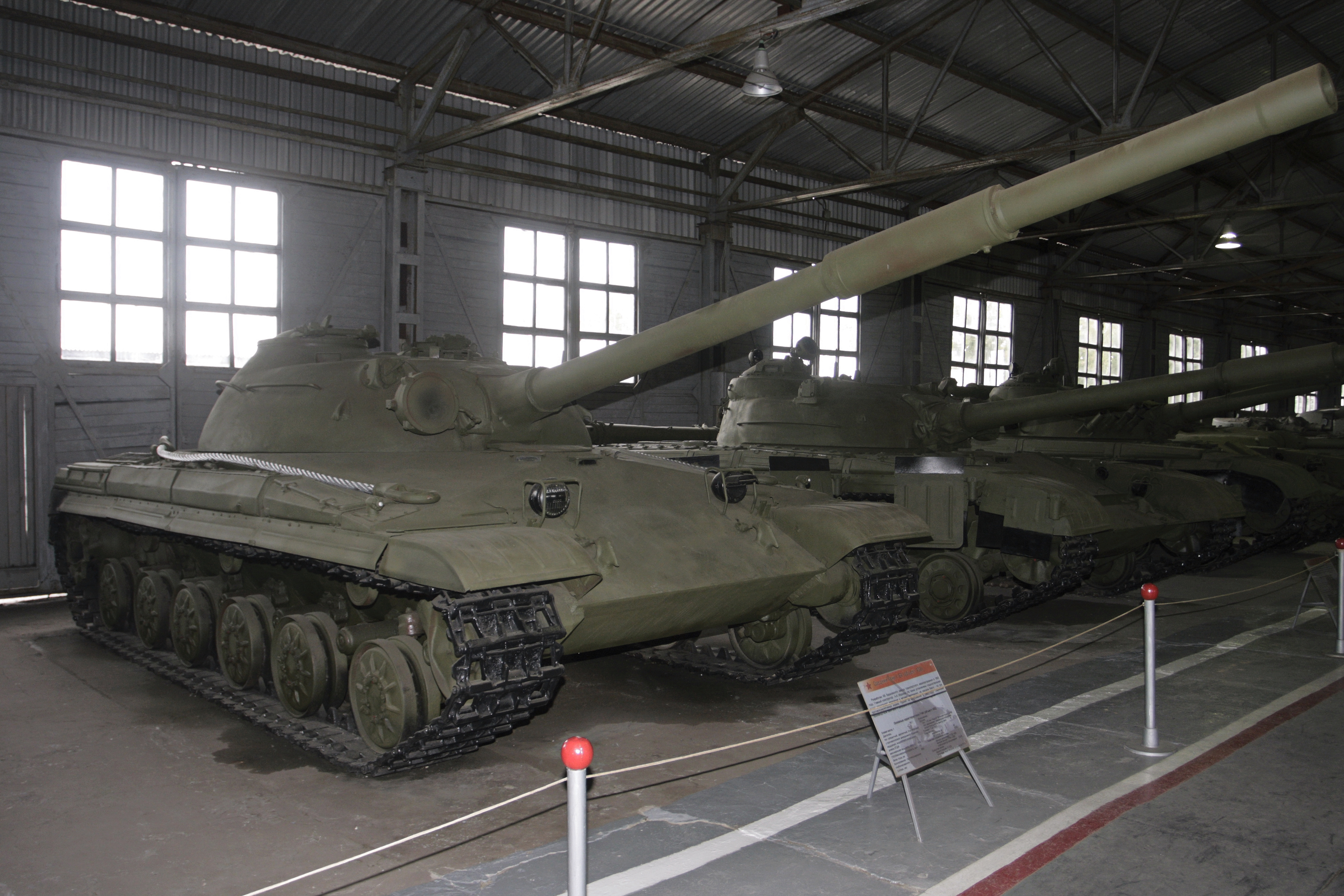
Object 432 (T-64)，收藏于俄罗斯库宾卡坦克博物馆

430工程在性能上雖然較現役戰車改善，但是相對起下塔吉爾進行的165工程，在技術上的革新性就顯得不足，因此430工程在1961年遭到蘇聯部長會議中止。但莫洛佐夫發揮了他的政治影響力促成蘇聯高層同意繼續由他率領的團隊研發蘇聯下一代戰車，165工程，以及延續的166工程則作為他的產品推出前維持蘇聯裝甲部隊戰力的墊檔產品，而這項研發計畫代號被授予稱432工程，也就是未來的T-64。
432工程项目始于1961年，第一辆原型车1962年3月15日在马里舍夫工厂下线。它承襲了430工程的傳動結構，但換用了OKB-9設計局新發展的D-68坦克炮（后来称为2A21）和電动液压複合式自动装弹机。D-68口徑115公厘，但與同設計局為T-62配備的U-5TS滑膛炮為不同裝備，它使用了分離式裝藥，可將發射藥與彈頭分開裝載於炮塔下方的彈藥吊籃，並由自動裝填機負擔裝彈任務，所以432工程省略了裝填手，戰車車組降低成3人（车长、驾驶员、炮手），節省了戰鬥艙空間需求，使戰車噸位更加輕盈。相比430工程样车，432号工程的早期样车只有30.5吨，足足减少了近16%。
但是，在英國武官藉由布拉格之春的機會實地檢查T-55戰車後，西方國家知道中口徑戰車炮貫穿力已對蘇聯戰車失效，從1950年代後期朝向以L7線膛炮為技術標竿，採用全105戰車炮規格的戰車部隊發展，在1960年代初已經有百夫長6型、M60巴頓戰車，蘇聯分析情報後確定西方国家的105毫米火炮水平远超预期，當時432工程使用的140公厘厚度均質鑄造鋼龜殼型砲塔無法抵抗。這使得432工程投入更多的新技術，也就是後來所熟知的複合裝甲。432工程最初使用的複合裝甲是由80公厘厚度鋼板外殼，搭配兩層均為52公厘厚度的纖維強化塑膠，以及20公厘鋼板內殼結合而成，可防禦330公厘穿甲深度的動能彈頭。但這個防禦效果仍認為不足，改良後的複合裝甲材質換用了鋼質與鋁合金結合的複合裝甲，防禦效果為400公厘穿甲深度的動能彈頭、450公厘穿甲深度的化學能彈頭。由於裝甲強化，抵銷了原先省去車組的減重效果，432工程車重回到了34公噸。為了提升其機動性能，團隊將引擎換用動力增加到700匹馬力（515kw）的5TDF引擎，432工程后期样车仍然具备强悍的机动能力，甚至比当时苏军装备的T-62主战坦克更迅捷，能配合BMP-1步兵戰車一同作戰。
432工程最终成品在1962年9月完成，1962至1963年完成了6輛同型車。雖然在測試期間發現車輛有許多的設計瑕疵與不合格情況，但是仍在政治力推動下啟動量產，並企圖將此量產擴張到全部蘇聯戰車工廠實施。最初部署在哈尔科夫附近的近卫坦克第41师以及白俄罗斯军区的近卫坦克第37师用于部队测试。2冲程5TD发动机在432工程上被证明仍不可靠，悬架问题也依然存在，轻便型行动装置的可靠性较差，经测试自动装弹机构较高的几率会发生故障（T-64的糟糕表现，以至后来军方最终支持来自下塔吉尔的乌拉尔机车车辆厂以解决T-64A样车可靠性的名义，对T-64设计进行改良的「172工程」。）。
1966年12月30日，432工程项目产品正式进入苏军服役，并命名为T-64。 次年1月2日，苏联国防部正式接受首批T-64。從1963年的432工程原型車至1969年停產，包含原型共生產了1,192輛T-64。
另一方面，在432工程项目进行过程中，研发部门曾进行换装燃氣渦輪發動機的可行性试验，代號003工程、004工程，又稱為T-64T。T-64T的003工程項目動力換用一部GTD-3TL发动机，該發動機輸出功率700匹（515千瓦），004工程則使用GTD-3TP發動機，輸出功率950匹馬力，其余部分与T-64相同。初期的燃氣渦輪引擎測試時受到吸入空氣品質影響輸出功率表現，T-64T在一系列试验后被搁置。 

### T-64A（434工程）
430工程量產後出現大量的問題，並造成配備部隊的諸多麻煩，這些問題最後歸納出來的原因是無法靠舊技術產製的零附件滿足新戰車的性能規格需求，因此採取更激進的全面研製升級計畫勢在必行。1963年，蘇聯決定進行全面性升級的430工程研發計畫，也就是T-64的改良型，並命名為「434工程」。

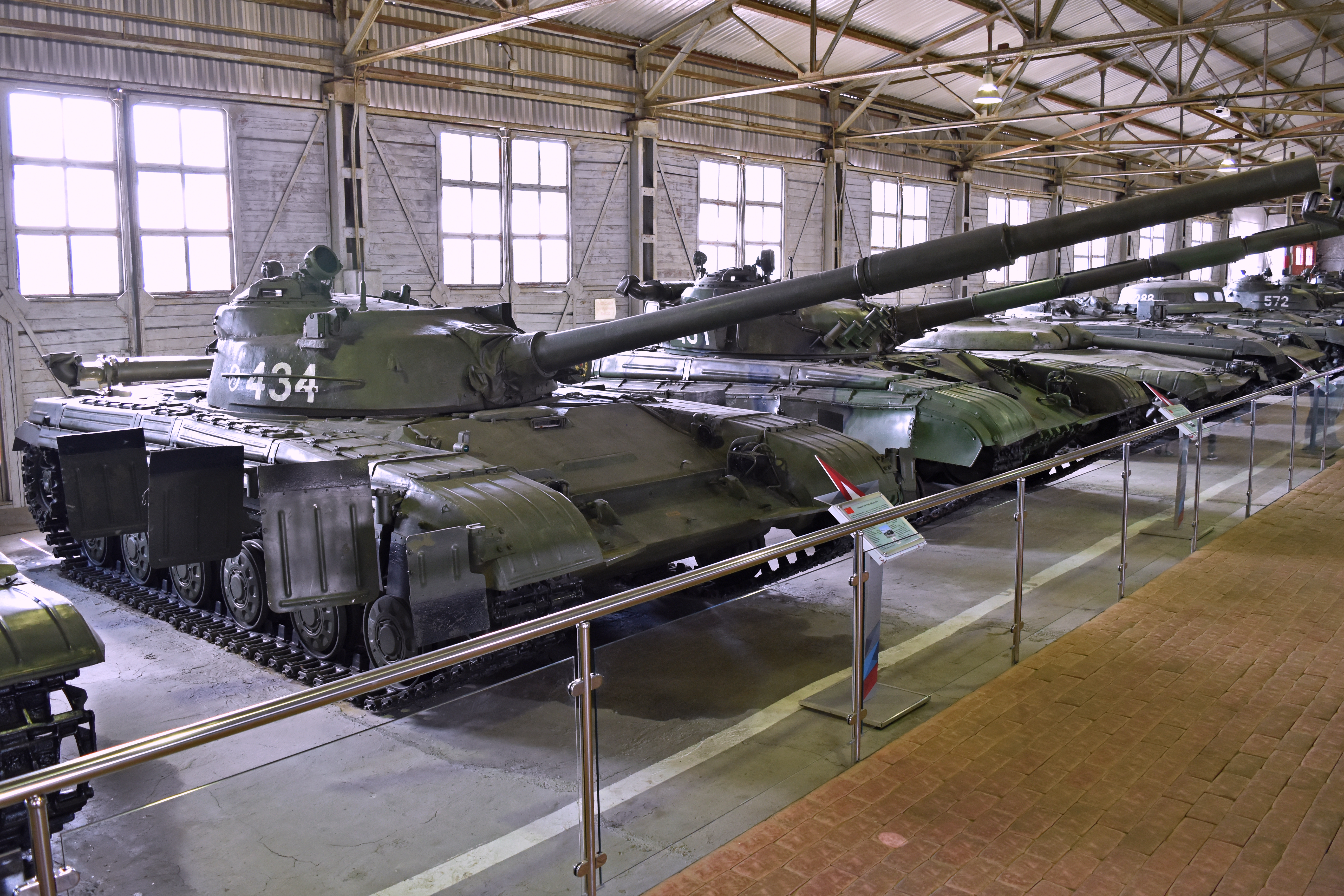
T-64A在库宾卡坦克博物馆，鱼鳃式侧裙板易损，经常被拆下。

当装备120毫米炮的英国酋长坦克于1960年代初出现时，苏军发现他们面临着火炮危机。 434工程把来自彼尔姆的第172武器厂的125毫米口径D-81滑膛炮配备到坦克上。 由于D-81占用的空间太大，所以434工程样车如果使用4乘员设计（也就是有填装手）的话就只能携带25发炮弹：这样少的载弹量是无法满足苏联军方的需求的。于是434工程决定沿用3乘员與自动装弹机的设计，成为第一款装备自动装弹机的真正意义上的主战坦克。 434工程采用的6ETs10自动装弹机能携带28发弹药，最大射速达每分钟8发，与2E23炮塔稳定器以及TPD-2-1（又称1G15-1）观瞄镜配搭。为方便夜间行车，434工程样车配备了TPN-1-43A红外夜视潜望镜，并在主炮左侧安装L2G红外光探照灯作夜视系统照明。

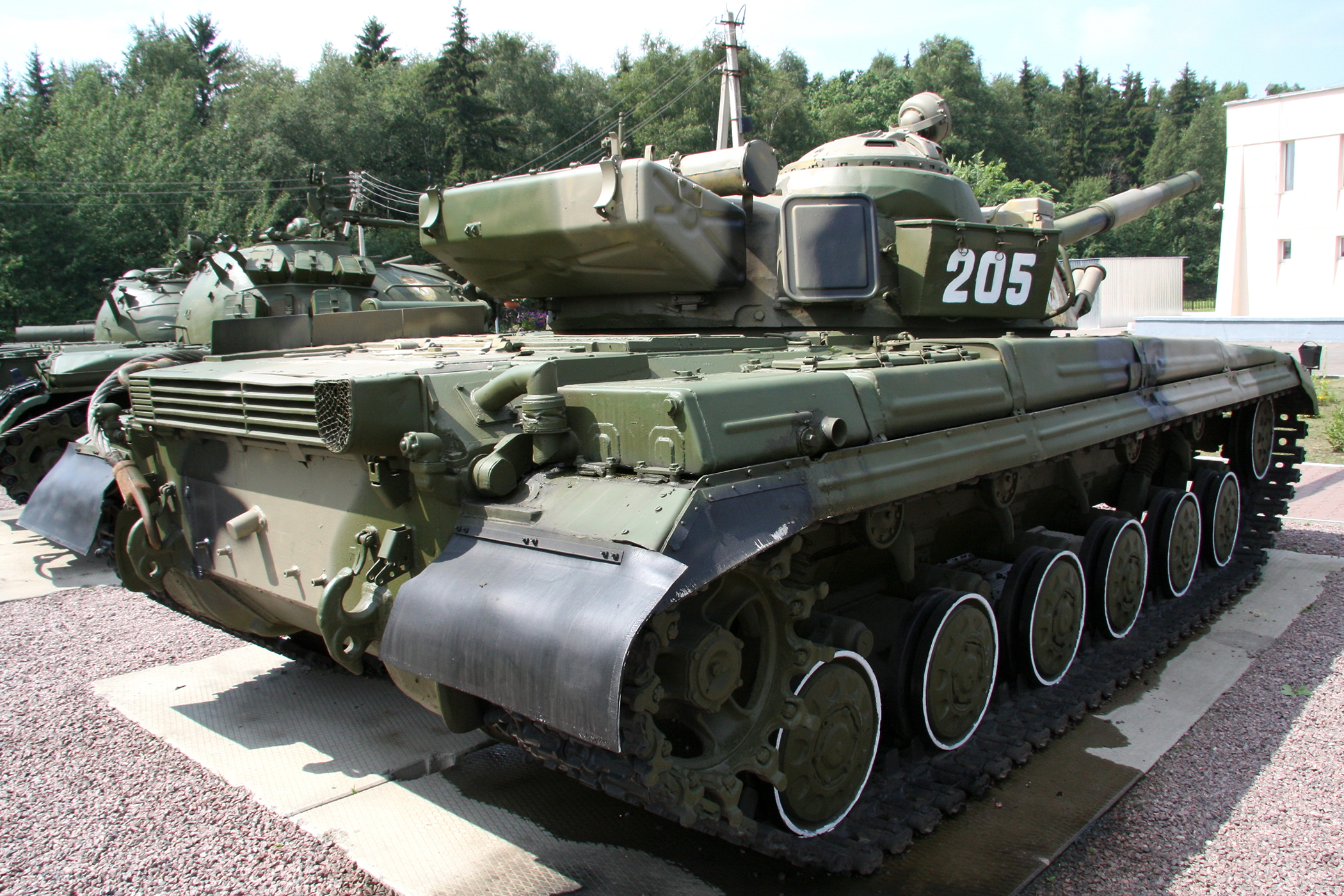
T-64车身后部有设计独特的排气口

434工程原型车首批于1966年交付，在经过从1966年到1967年的反复测试後，决定在第600辆T-64下线后开始投产，并于1968年批准定名为T-64A在苏军服役。领导项目组的亚历山大·莫洛佐夫因T-64A的设计成功获1967年列宁奖（Ленинская премия）。
1967年8月15日苏联政府决定除哈尔科夫马雷舍夫工厂量产外，还将T-64坦克生产的任务扩大到列宁格勒基洛夫工厂和下塔吉尔乌拉尔机车车辆厂。
T-64A坦克前部装甲采用K型复合装甲，材料构成由外至内分别为：锻压钢板、陶瓷材料、高硬度锻压钢板、强化玻璃纤维材料、陶瓷材料和防中子衬层。其中陶瓷材料层为刚玉陶瓷，内层钢板的硬度远大于外层，强化玻璃纤维材料则为装甲提供较好的韧性，装甲最外层有3~4条加强筋以及V型凸起，具备防浪、防弹和登车防滑功能。坦克其余部分装甲使用装甲钢板焊接而成。炮塔采用整体铸造加顶部焊接工艺，同轴机枪射孔附近的炮塔壁厚约为400mm，主炮两侧的间隙装甲中填有填料，顶装甲板厚度约为40～80mm不等，炮塔侧面装甲厚120mm，后部装甲厚90mm。
T-64A的炮塔比较矮小，呈圆卵形，相比T-62全车高度低了110mm。由于没有装填手，因此炮塔内只有炮手、车长两人，分别位于炮塔左右。炮塔内安装一门D-81式（又称2A26式）125毫米滑膛炮，为单肉结构，采用横楔滑动式炮闩。炮管较长，中央有用于排除膛内火药气体的圆筒形抽烟装置，外部包有4段轻质金属热护套。发射常规弹时炮管寿命为600~800发，发射尾翼稳定脱壳穿甲弹则为280发。与D-81搭配的6ETs10液压自动装弹机，弹丸和药筒均放在装弹槽中，再一同装进炮膛，射速约为6~8发/分。由于弹丸是水平摆放、而可燃药筒是竖着垂直放置在炮塔下方的Ｌ形弹药架上，造成扬弹过程比较烦琐，而遇到装弹机故障时手动上弹则更麻烦。药筒的这种放置在战斗室周围的方式还封闭了战斗室与驾驶室之间的通道，乘员在坦克内移动困难；此外，相比T-72坦克的装弹机发射药筒被水平放置，增加了弹药的投影面积。
在主炮右侧安装了一挺7.62毫米PKMT同轴机枪，弹带供弹，射速650发/分钟，有效射程1000米，备弹2000发。炮塔顶部的车长指挥塔旁则安装了一挺12.7毫米NSVT防空机枪，弹链供弹，高-平两用，具备360°旋转能力，备弹300发。
车体两侧的挡泥板上加装小型弹簧式装甲板（又称鱼鳃式履带侧裙），以保护悬挂系统上半部分以及坦克两侧，但这些装甲板很脆弱因此经常被坦克兵束之高阁。在生存能力上，T-64A内装具备核生化防护能力的集体超压式防护系统。由于主炮射击时会造成封闭车体内氧气含量剧减，因此T-64A还备有供氧设备，总供氧时间可达30分钟。 另外，T-64A的进出活门比T-64加宽了。炮塔前部有一些储物空间：炮塔右侧有一个储物舱，左侧有3个个人储物箱。坦克排气管则装在炮塔后面。 
虽然到了1969-1970年试验结果表明，T-64A终于开始变得可靠了。但是发动机耐用性的问题一直困扰着T-64A可靠性，甚至面临停产的命令。另外，制造一辆T-64需要工时是T-62的四倍，价格也成倍增加；轻便型行动装置再增加负荷的升级潜力无疑是非常有限的。品控方面的改进开始见效成功挽救了T-64A，于1971年开始生产计划。
但1967年11月乌拉尔机车车辆厂被指示在T-64A上安装V-2系列家族中的增强型发动机以及本厂自动装弹机，即「172工程」。竞争对手的「172工程」进一步发展为「172M工程」，仅保留了T-64A复合结构的装甲车体和传动装置，凭借承诺比T-64A好的可靠性以及成本方面优势赢得了支持，命名为“T-72”于1973年8月入役苏军。
为了进一步满足部队的需求，T-64A一进入部队服役就马不停蹄地开始升级改良计划。在T-64A服役仅仅3年后，第一个改进型就出炉了。改进项目包括：
- 火控系统升级，用合像式测距的TPD-2-49炮手观瞄潜望镜替换原有的TPD-2-1，炮手瞄准夜视仪升级为TPN-1-49-23，同时炮塔稳定器升级为2E26稳定系统。
- 加装驾驶员用TBN-4PA和车长用TPN-165A两套夜视仪。加装R-123M电台设备。
- 原有的NSVT 12.7毫米防空机枪被移到车长指挥塔上，让车长可以在不把身体暴露在车外也能通过电传系统以及PZU-5瞄准镜在车内操纵机枪，备弹300发。
- 具备安装KMT-6反地雷系统的能力。[5]

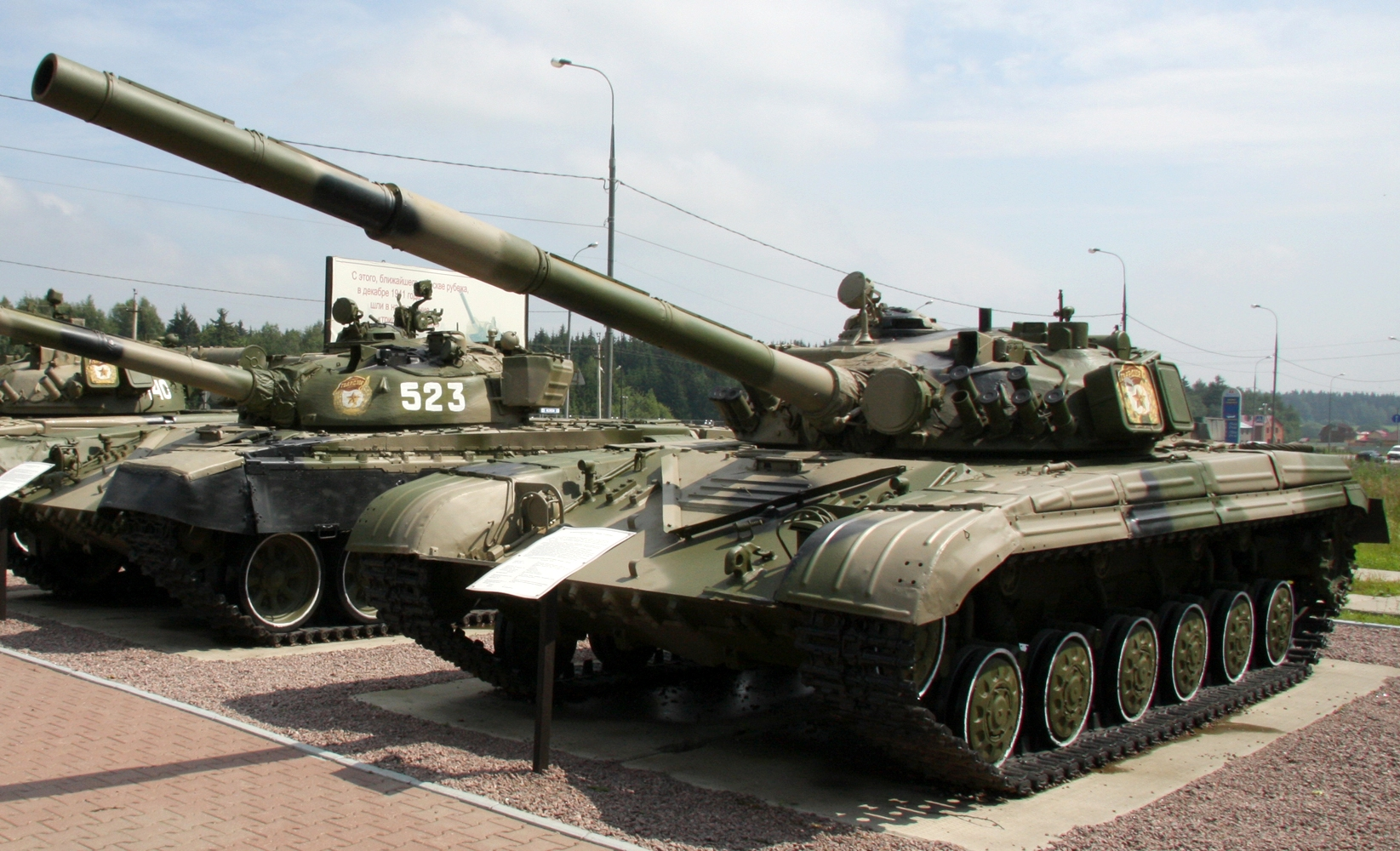
T-64AK

1973年，T-64A的指挥型T-64AK也投入现役。这款坦克搭载了一台R-130M电台以及10米长可伸缩天线。由于天线太长，因此只能在停车并有一定的伪装措施下才能展开天线，另外也因为安装天线的原因而卸下了原本配备的防空机枪。同时T-64AK还装备了PAB-2AM炮兵指示器以及TNA-3导航仪。这些指挥系统由一台汽油辅助动力发动机提供能源。
到了1976年，武器系统又一次更新：主炮升级为同为125毫米的D-81TM式（又名2A46）滑膛炮，炮塔稳定器升级为2E28M2，自动装弹机替换为6ETs10M。原有的夜视仪也更换为新式的TNPA-65夜视仪。配备的新式发动机能支持汽油、柴油、煤油三种燃料。
尽管自1980年T-64B投产后T-64A就马上停产了，但这没有阻止T-64A继续改进的脚步。1981年，T-64A炮塔两侧各加装一套81毫米902A式烟雾弹发射器，每套发射器备弹6发；同时原来脆弱的鱼鳃式履带侧裙被更换为更耐用的橡胶侧裙。到了1985年，部分T-64A坦克加装了反应装甲（类似T-64BV），也有部分坦克的观瞄设备更换为更先进的TPD-K1激光测距器。而T-64A的前身，共生产了600辆的T-64坦克，则在1977年到1981年间逐步升级为T-64R，除了保留原有的115毫米主炮以外，所有设备升级到T-64A的水平。由于T-64R设计目的是让原有的T-64向T-64A靠拢，所以T-64R与T-64A外观很像，尤其是重新设计的外部储物空间和排气管。
另外，5TDF发动机的问题也导致军方关注了更成熟的设计。早在1961年，432工程项目分支，436工程开始。 这个项目与432工程区别在于装备了V-45-K型V12发动机，一共3辆原型车，并在1966年到1967年在鄂木斯克和列宁格勒完成测试。类似的还有434工程的分支438工程（后改称439工程），与434工程区别也是在于装备了V-45发动机，直到1969年一共生产了4辆样车并完成了相关测试，表现出强大的机动性，但没有大量投产。V-45在T-64坦克上试水成功后，成为了从1967年开始研发的T-72坦克的动力核心。

### T-64B（447工程）

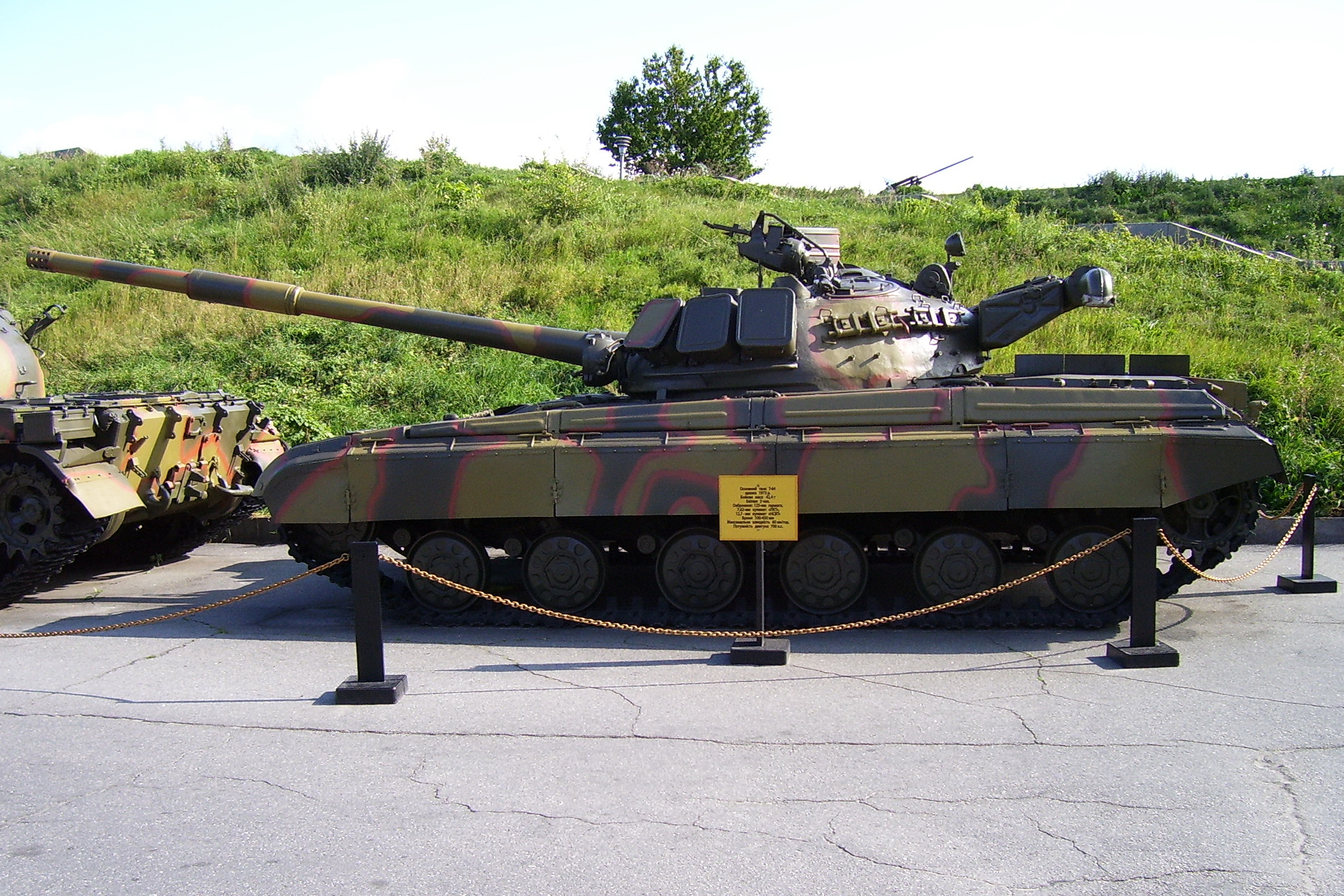
447工程项目原型车，陈列于乌克兰首都基辅伟大卫国战争博物馆

升级改良T-64A之際，T-64系列新版本亦展开研发。1970年代初，T-64设计组进行各种改进，尝试把T-64A推往更高水准。T-64A改进计划始于1972年，配备更强劲的引擎和更坚固的炮塔。其基础源于这两个项目：
- 447工程：1973年8月获批开始，将“眼镜蛇”(Kobra) 无线电制导炮弹系统与1A33火控系统结合到改进的T-64A中。装有无线电制导炮射导弹系统的T-64A试验车于1969年9月交付试验。
- 476工程：装有改进的火控和新的炮塔装甲，配备与T-80UD相同的1000匹（735千瓦）6TD发动机的T-64A试验车。

后来，继续发展447A工程项目成品1976年9月3日定名为T-64B。T-64B第一次公开露面在1985年“五九”胜利节阅兵上，引来北约强烈关注。

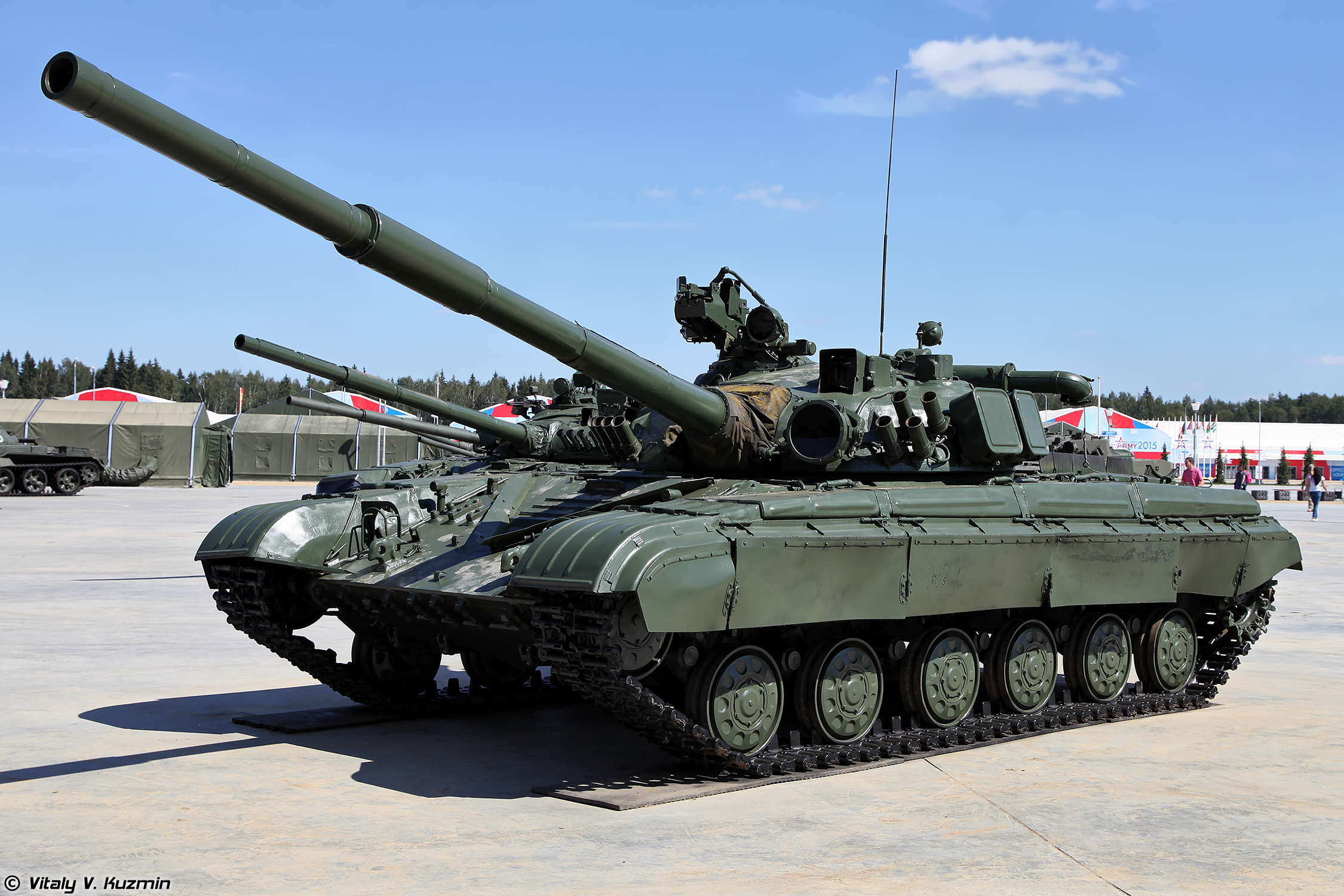
T-64B1

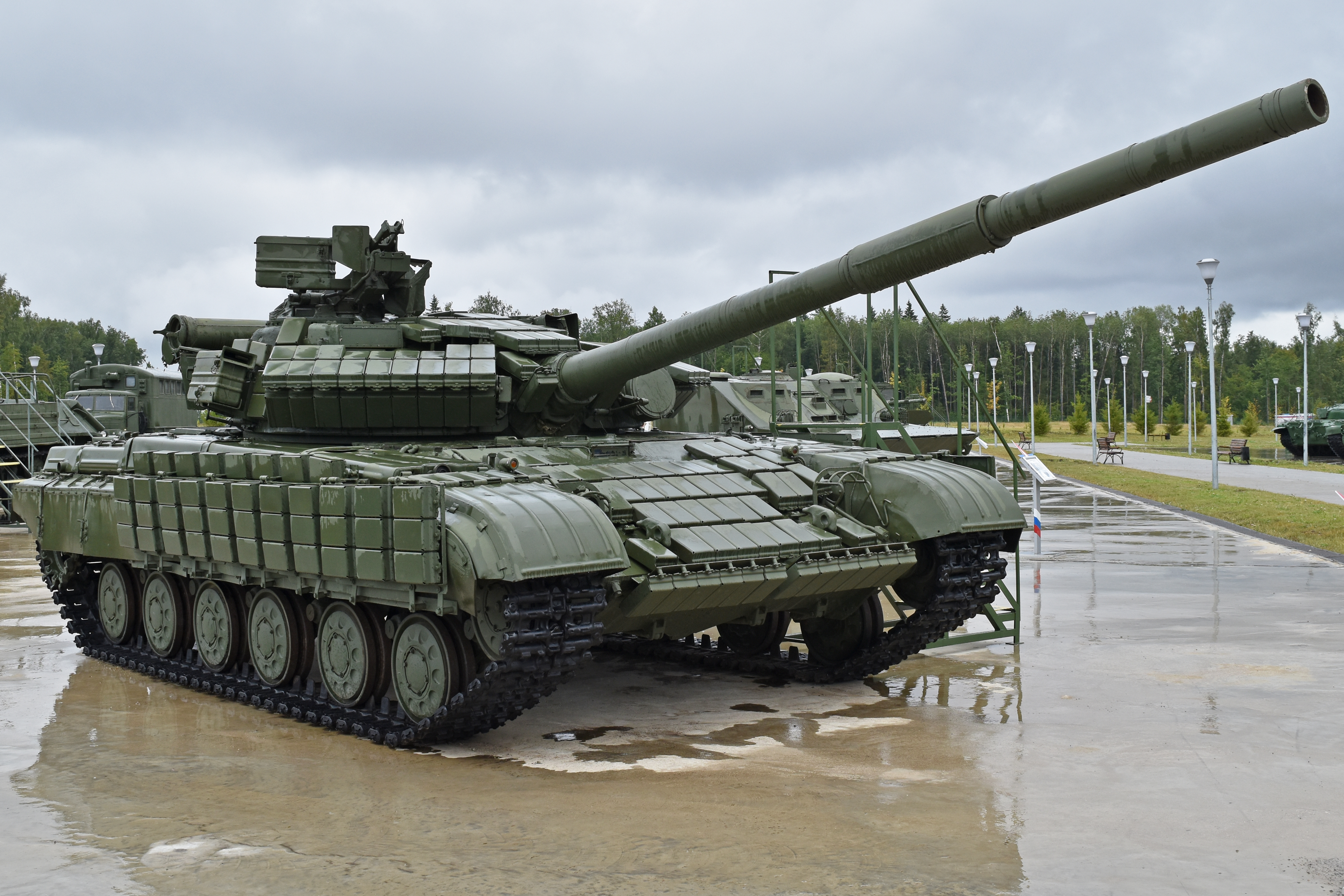
装有「接触-1」反应装甲的T-64BV

T-64B车体布局与T-64A大概相同，但重新设计了车体和炮塔装甲。 主炮采用D-81K滑膛炮（又称2A46-2），可以发射一系列采用半可燃药筒的分装式125毫米弹药，并能发射9K112“眼镜蛇”无线电制导反坦克炮射导弹（北约代号“AT-8 鸣禽”），配以改进的2E26M炮塔稳定器、兼容炮射导弹的6ETs40自动装弹机。9K112导弹重量23.2公斤，射程4千米，穿甲能力可貫穿600毫米軋壓均質裝甲，导弹设计成与普通125mm弹药相同的分装式，自动装弹机将两个部分合在一起送入炮膛。其控制导弹的制导系统安装在车长舱门前方。

1A33 Ob火控系统用激光测距仪代替了早期的合像式测距仪，比原T-64A的火控系统提高了射击精度，包括以下部分：
- 1V517弹道计算机
- 1G21观瞄设备，具备激光测距功能
- 1B11侧风探测器
- 耳轴倾斜传感器

T-64B安装先进电子设备导致价格上涨，由于9K112导弹系统成本较高，因此447工程项目产生了一个无炮射导弹发射能力的分支项目：437A工程。437A后来被定名为T-64B1，能与T-64B互换95%的零件。 一辆带有炮射导弹系统的T-64B坦克可携带28枚炮弹加8枚导弹以及1250发7.62毫米机枪弹，而没有炮射反坦克导弹发射能力的T-64B1可以携带多达37发炮弹和2000发7.62毫米机枪弹。
T-64B/B1车身后部可装两套潜渡通气筒，分别用于发动机与乘员舱。 在没有辅助设备的情况下泅渡通过1.8米深的水域，而安装通气筒后可以潜渡5米深水域。
T-64B/B1对应的指挥型坦克T-64BK/B1K面世，其指挥系统设备与T-64A差不多：R-130M电台和10米可伸缩天线、升级了TNA-4导航仪、汽油辅助动力发动机。可携带28发炮弹。
在生产过程中T-64B也在不断升级。1979年改装了902B型烟幕弹发射器。从1983年开始，在T-64B坦克的炮塔顶上加装了新的树脂/铅贴防中子辐射衬层。1985年1月15日，T-64B/B1的新升级型於測試後得到官方认可。其主炮更换为2A46M1型滑膛炮，炮塔稳定器升级为2E42型，炮射导弹系统升级为9K112A型，并安装了6ETs40-2S装弹机与之匹配。炮塔两边各加装1组4发的902B“乌云-2”型烟雾弹发射器。无线电系统升级为R-173“空格-R”电台和R-173P“空格-P”接收机。
另外，根據1982年黎巴嫩战争时叙利亚與以色列交戰的經驗，对以色列的M111穿甲弹试射的结果，证明能穿透T-80首上装甲，开始在早期批次T-64B的倾斜装甲上額外焊装了一层装甲钢板补强。
1979年，基于5TDF发动机的下一代产品6TD发动机开始生产。这款发动机能用于T-64A/AK/B/B1/BK/B1K上。自1983年起，部分T-64系列坦克更换6TD-1发动机后以新型号进入部队，分别重命名为T-64AM/AKM/BM/B1M/BKM/B1KM。
黎巴嫩战争期间以色列使用Blazer爆炸反应装甲(ERA) 推动了苏联在爆炸反应装甲领域的研发，于1985年研制成「接触-1」反应装甲。装有「接触-1」反应装甲的T-64A和T-64B坦克分别称为T-64AV和T-64BV，在车体正面装甲和炮塔上有特殊的固定座，车体侧面有特殊的安装框架。

### 乌克兰實施的现代化版本
1987年，T-64系列全部停产。然而由于T-64的研发部门（莫洛佐夫设计局）、生产工廠都在乌克兰，苏联解体後，乌克兰除了接收两千余辆T-64坦克，還保有了產製能量，所以當俄羅斯將T-64退役存後，乌克兰國內則继续讓T-64服役，也繼續開發該車型的升级改造工作。

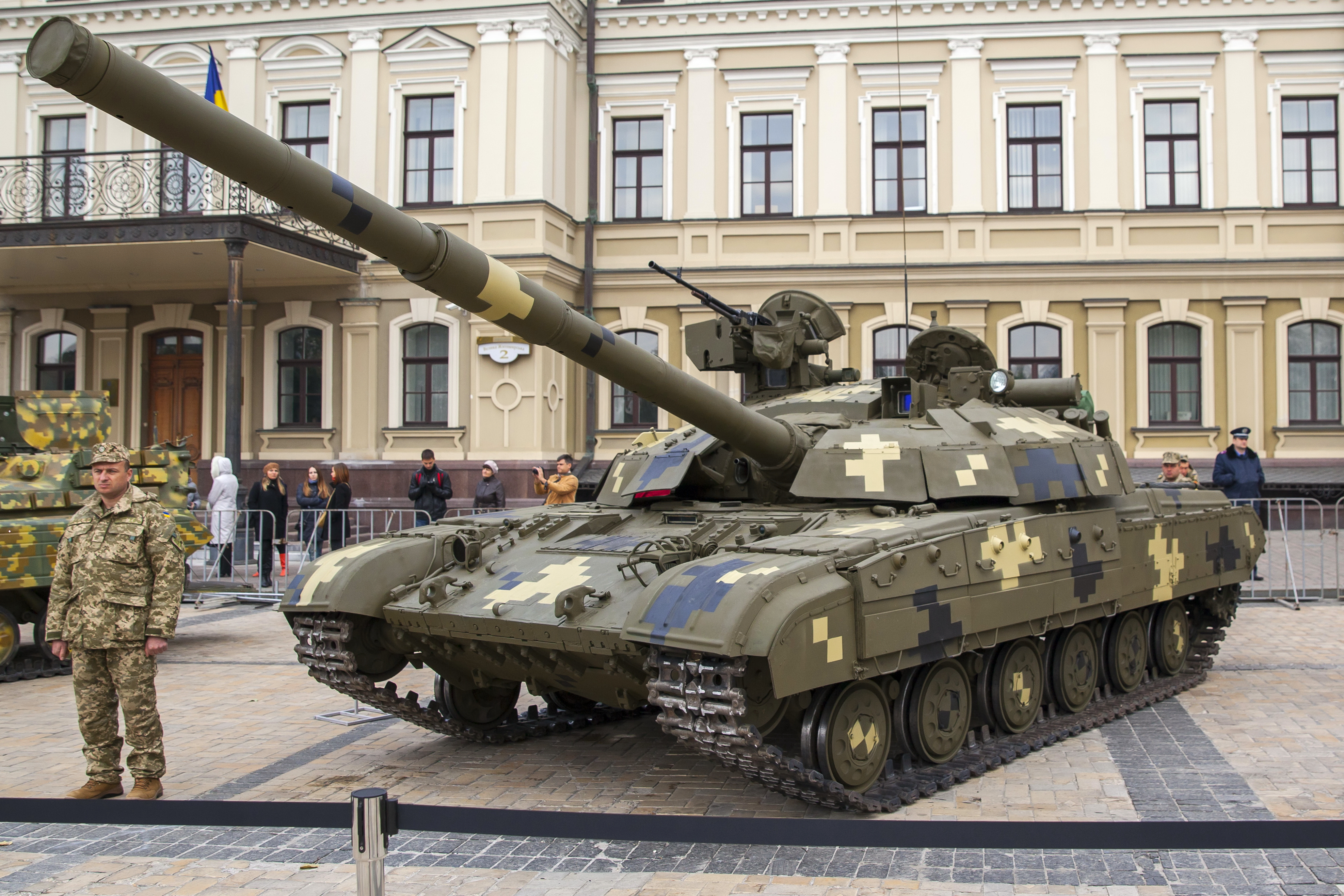
乌克兰T-64BM“刀鋼”在基辅米哈伊洛夫广场静态展示

到了1999年，乌克兰完成了两个升级型号的开发工作：
- T-64BM2（447AM-2工程）：配备能输出850匹（625千瓦）的动力的5TDFM发动机、与T-80UD、T-84相同的KBA-3坦克炮、1A43U火控系统、6ETs43装弹机、9M119“反射”反坦克导弹（北约代号“AT-11狙击手”）系统。[15]
- T-64U：配备1A45火控系统、PNK-4SU与TKN-4S两套车长用观瞄设备，以及PZU-7防空机枪瞄准镜。这些新设备让车长在必要时能直接在指挥舱裡直接操作主炮。这款坦克又叫BM“刀鋼”（乌克兰语：。转写：BM Bulat）。[11][20]

这两款T-64升级型都安装了「接触-5」模块式反应装甲，能有效抵御穿甲弹的穿透，相比之下旧款安装的「接触-1」只能抵御破甲弹的穿透。这两个升级型有部分坦克换装了动力更强大的1000匹（735千瓦）6TDF发动机。
在1999年8月24日乌克兰独立日庆典上，T-64BM“刀鋼”第一次公开亮相。T-64BM的研发工作一直持续到2005年，并得到了军方的肯定。
2010年10月，乌克兰订购的29辆T-64BM的第一批10辆开始服役；到了2011年12月20日，第二批10辆也已经交付到驻扎在切尔尼戈夫州的陆军第8军。预计最后一批9辆将于2012年交付。根据各方数据估计，乌克兰军方有81至94辆T-64BM坦克。

## 生产历史
T-64系列首次正式量产是在1967年，比T-72稍早。实际上，这坦克系列早在1963年已经进行预生产，并在1967年开始正式服役。莫洛佐夫设计局在T-64上花费了不少心血，目的是让这款新坦克能取代老旧的IS-3和T-10两款重型坦克在独立坦克营的地位。同期设计生产的T-72则计划接下其上一代的T-55和T-62的班，列装各个苏联装甲部队，并出口到包括华约国家在内的国家及地区。
T-64首次在主战坦克引入了自动装弹机，一直到现在仍旧服役的T-64各改进型号甚至基于T-64的T-80坦克都还在使用（除了乌克兰的T-80-120式）。T-64的早期生产型装备的是特殊的D-68/2A21滑膛炮（使用分体式炮弹，与T-62坦克装备的，使用整体式炮弹的的U-5T/2A20不一样,极易混淆），直到正式量产才升级为125毫米口径D-81滑膛炮(2A26)。
由于价格较高，而且结构复杂，因此T-64系列产量不大，远远小于结构简单、易于战场维护的T-72。当然，由于T-72的结构原因，因此早期T-72的防御能力没有T-64强大（得益于T-64的K型复合装甲），但也因此生产也相对简单，产量容易提高。而且受到轻便型悬挂与行动系统部件设计的限制， T-64升级潜力无疑较差，所以，T-64没有在苏军普遍装备，苏军（包括驻外部队）只有几千辆这系列坦克，并且不曾出口到任何国家或地区。1987年，T-64全系列停产。
苏联解体后，大部分T-64坦克由俄、乌两国继承并继续服役。21世纪初，乌克兰开始生产自行研发、升级改造的T-64BM“刀鋼”主战坦克，并已在乌克兰陆军服役。

### 主要型号
- 430号项目（1957年）：原型车，装备1门D-54TS式100毫米火炮、120毫米厚的装甲以及580匹（427千瓦）2冲程对置活塞5TD引擎，重量为36吨。
- 430U项目：430号项目的改进型，换装了D-25TS式122毫米火炮以及160毫米厚的装甲。
- T-64（432号项目，1961年）：样车装备了D-68式115毫米火炮，带有夹层材料的复合装甲以及5TD发动机，以此生产了600辆T-64早期批量生产型[24]。
- T-64R（432R项目）：1977年至1981年的T-64现代化改造型，裝載Korzina自動裝填器，能裝載全車40彈藥中的30發[24]。除了仍旧装备115毫米火炮以外，其他设备与T-64A相同，共改造了600輛[24]。
- T-64A（434号项目）：量产型，共製造超過1400輛[24]，配备D-81式125毫米火炮（2A26）、鱼鳃式履带侧裙、改进型瞄准具，并且在第五路轮上加装了液气悬挂装置[5]，美國將其命名為T-64 M1981/1[25]。
- T-64AK（446号项目，1972年）：T-64A指挥型，配备一台R-130M电台和10米长可伸缩天线、TNA-3导航系统，没有安装防空机枪，可装载38发主炮炮弹。
- 447号项目：T-64B原型车，可以看做是配备9K112反坦克导弹系统以及a1G21瞄准具的T-64A。此车现在陈列于基辅博物馆。447工程发展出两种分支：447A与437A
- T-64B（447A项目，1976年）：量产型，共製造了約1200輛[24]。装甲是过去T-64A的重设计版本。装备有1A33火控系统，D-81Tm式125毫米火炮(2A46M-1)，9K112-A“眼镜蛇”反坦克导弹系统（北约代号AT-8“鸣禽”），TPN-1-49-23瞄准具，2E26M稳定器以及6ETs40自动装弹机。1985年后生产的T-64B装备更坚固的倾斜装甲，早期批次的T-64B也加装16毫米厚前装甲板。
- T-64B1（437A项目）：无炮射导弹功能的T-64B简化版，可装载37发炮弹，約生產了400輛[24]。
- T-64BK和T-64B1K（446B项目）：T-64B/B1指挥型，配备一台R-130M电台和10米长可伸缩天线、TNA-4导航系统以及AB-1P/30辅助动力单元，没有安装防空机枪，可装载28发主炮炮弹。
- T-64BM2（447AM-2项目）：T-64BM升级版，加装「接触-5」反应装甲、橡胶履带侧裙，火控系统升级为1A43U型，发动机升级为5缸850匹（625千瓦）的5TDFM发动机，而自动装弹机升级为可以填装9K119反坦克导弹（北约代号AT-11A“狙击手”）的6ETs43装弹机。
- T-64U（447AM-1项目，又叫BM“刀鋼”）：参照T-84主战坦克研发的乌克兰的T-64B改进型，在T-64B基础上安装“诺伊”反应装甲并装备了9K120反坦克导弹系统（能发射9K119“斯维尔”与9K119M“反射”两种反坦克导弹，北约代号AT-11/AT-11B“狙击手”），换装1A45“伊尔提什”火控系统、TK-4S型车长用观瞄设备、PZU-7防空机枪瞄准镜、TPN-4E“暴风雪-E”夜视仪，以及1000匹（735千瓦）6TDF型发动机。2011年10月已有76辆该种车服役。

### 衍生型号
- BREM-64（447T工程）：在T-64A底盘上开发的装甲回收车，配备1台2.5吨轻型起重机、推土铲、牵引杆、焊接设备等。只建造了少量此型号车辆。
- BMPV-64：乌克兰将T-64改装成重型步兵战车，基于T-64底盘，但外壳经过重新设计并在侧面加装乘员出入口（类似其他苏军BMP战车的设计）。配备一门30毫米遥控机炮。战斗重量为34.5吨。第一辆原型车在2005年完成。[26]
- BTRV-64：与BMPV-64相似的装甲运兵车。[26]
- UMBP-64：特种车辆平台，可以在其基础上改装为消防坦克、救护车、自行防空炮等。
- BAT-2：快速战斗工程车，车头安装了一台巨大的全轴可调的V型液压推土铲，车尾安装了松土钉，车顶则有一台2吨的起重机，总重量达到40吨。全车乘员8名，司机、车长、无线电通信员各一，以及5名战斗工程师。这款工程车设计目的是取代老式的基于T-54底盘的BAT-M战斗工程车，但由于价格太高导致华约国家只能少量装备，直到冷战结束也没有完全取代BAT-M的地位。

## 服役历史
T-64坦克自开始研发以来就长期保密，以至西方情报人员在苏联军官维克多·苏沃洛夫叛变到英国之前，认为他们眼中的“M-1970”（也就是T-64）是T-72的一个简化版，甚至有专家认为M1970是T-64/T-72的原型车、T-64就是T-72A。 苏联解体前T-64不曾出口过任何国家或地区，因此这款坦克只有很少实战经历——比如第一次车臣战争。

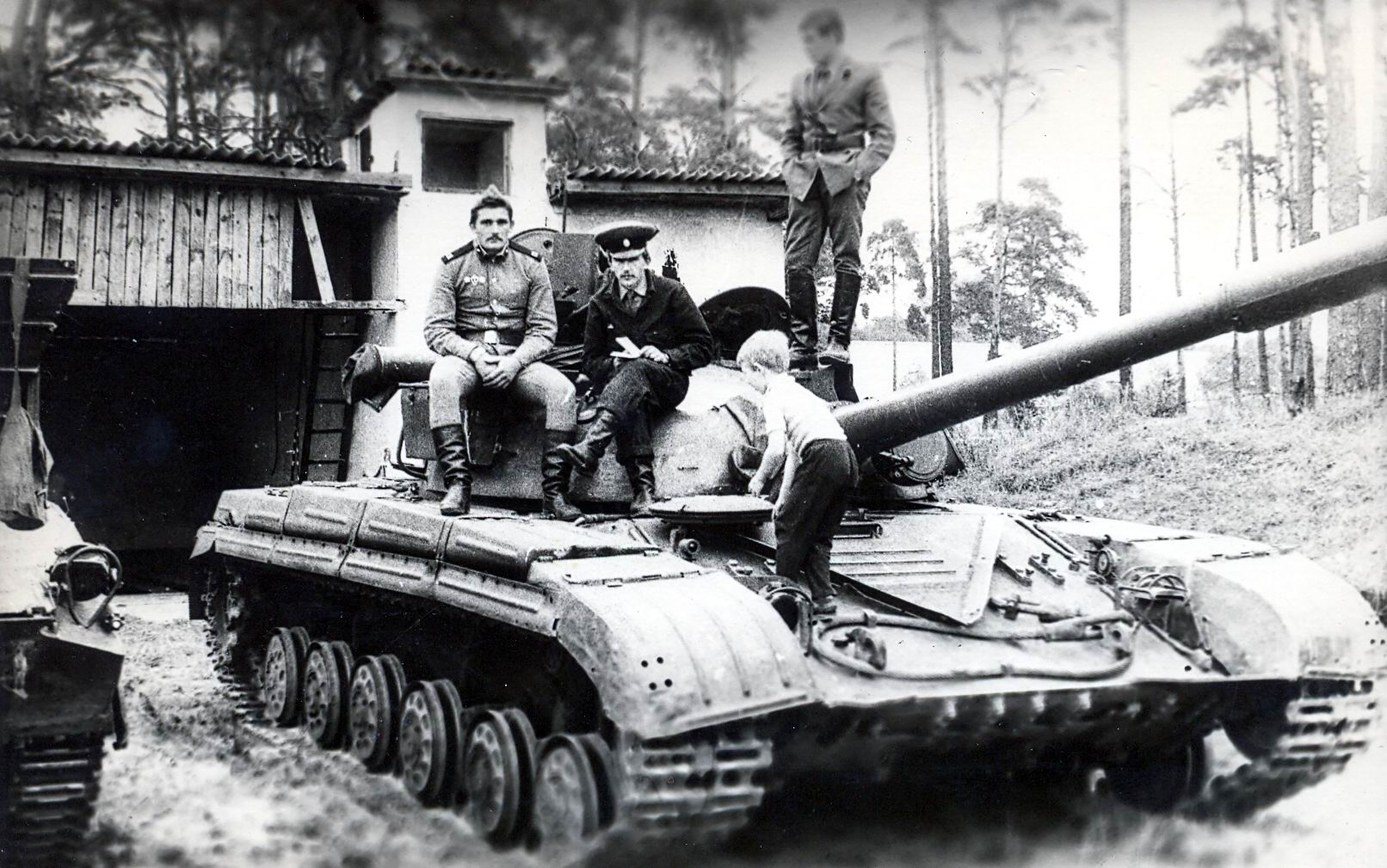
1980年代的蘇聯駐德國集團軍使用的一輛T-64。

T-64最初于1967年在苏联近卫坦克第41师以及基辅军区服役，这很大程度是因为这两支部队离生产厂比较近，一旦在服役过程中出现技术问题也能很快得到厂房的技术支持，另外也方便在T-64装备前期能让乘员从厂房技术人员那里学习这款新式坦克的操控与维护。
T-64坦克主要部署于苏联欧洲边界附近的苏军1级坦克师、独立坦克团，驻扎在莫斯科附近的近卫师，以及苏军驻扎在东德的驻德集群和北约邻近的匈牙利的部队；也有一些处于低戒备状态的部队装备了这款坦克。
T-64A于1970年代初首次部署在苏联西部军区。1976年北约发现T-64A坦克抵达苏军驻德集群部署承担任务，主要部署在东德北部地区的近卫坦克第2集团军，第3集团军和近卫第20集团军。直至被T-80开始取代。1991年苏联解体，在乌拉尔山脉以东其他一些前加盟共和国也以少量的T-64坦克，包括哈萨克斯坦和乌兹别克斯坦。

### 德涅斯特河沿岸战争
T-64的第一次战斗布署是在1992年5月由摩尔多瓦共和国德涅斯特河沿岸的俄罗斯部队从敖德萨军区近卫第59摩托化步兵师接管展开的。当时部署的是18辆T-64BV坦克，至少有3辆在战争中被摧毁（被100毫米的牽引式反坦克砲和兩枚以上的RPG-7擊毀而且被曾被燃烧瓶阻住脚步），2辆受损（这两辆坦克在战后经过维修后重新服役）。

### 俄乌战争

#### 第一阶段（2014年-2022年，俄国扶植親俄武裝并秘密派出俄军参战）
2014年在乌克兰军队与俄国及其建立的“顿内茨克人民共和国”等分裂势力之间的战斗中，双方使用了多种T-64坦克。俄国为其入侵乌克兰组织的部队提供了在俄军中已基本退役处于封存状态的T-64，并试图借此让外界认为其提供的坦克是自乌克兰武装部队缴获。乌克兰军队广泛使用了T-64BV以及少量改进的T-64BM。乌克兰军队损失主要是T-64BV。主要是RPG和使用火箭发射器的火炮攻击造成的。损失的大部分T-64BV的反应装甲老化，没能提供足够的保护。

#### 第二阶段（2022年俄军全面入侵乌克兰）
至2022年战争全面爆发前，现代化改装后的T-64系列仍是乌克兰武装部队主要装备的坦克。

## 评价

### 优点
T-64拥有一些后来的T-72坦克没有的优点：
- T-64使用的液压自动装弹机填装速度比T-72的电动装弹机更高（填装程序只需6到13秒即可完成，而T-72需要6.5到15秒），可靠性更高，而且行进间填装时受地面颠簸造成的影响也更小。T-64在连续开火模式下，装弹机能自动连续填装同一种弹药，填装速度最快可以低于5秒。经过现代化改装的T-64更可以在填装最后一步完成时提前后转装弹机让填装效率进一步提高。[17]
- 由于T-64装备了各种助力系统以及轻巧的悬挂系统，因此乘员舒适度比T-72高得多（很大程度是因为T-72比T-64多出5吨重量，而扭杆悬挂每侧只有3支液压减振器所致）。[10]
- 依靠K型复合装甲和附加反应装甲，T-64从问世后的各种升级版，防御能力在当时都一如既往地优良。[10]
- T-64B系列的火控系统相比同期出产的T-72的出色不少，少有後者擊不中敵人的尷尬。
- 车长指挥塔拥有良好的视野，并且车长可以在炮塔内即可操作炮塔上的防空机枪，甚至在紧急时能操纵主炮瞄准仪。[10]

### 缺点及问题
然而T-64却有几个缺点：
- 主炮最大俯角只有-6°，让T-64即使居高临下也难以对山下、悬崖底下的敌人进行打击，给防守战带来麻烦。[32]
- 各个乘员舱太小，让一些身高较高的乘员身体需要占用部分储存舱空间才能伸展开来，这狭小的空间同时让长距离行进时容易感到疲累。
- T-64设计时指标定得过高，大量采用当时尚未成熟的新技术，各方面相当复杂，因而导致很多故障问题的出现，比如行进间抛锚等。专为T-64研发的新式悬挂更是故障连连，往往只能返厂维修。而苏军未经充分试验就匆匆将其装备部队，因此各个T-64生产厂派驻部队的机械技师被士兵们开玩笑地称作“半永久居民”。[17]。此类问题拖至1967年才开始全面改良，甚至要求T-64的开发单位乌克兰哈尔科夫机械制造厂的竞争对手，俄罗斯下塔吉尔坦克设计局参与T-64的改良，结果下塔吉尔坦克设计局挪用获得的改良经费，除125mm主炮部分外，以较老式而成熟的技术全新设计出一种坦克，成为后来的T-72。而当T-64采用的新技术成熟之后，被大量用于T-80，使得T-80的开发，除又全球率先新采用燃气轮机为坦克动力带来麻烦外，其它方面非常顺利。
- 由于设计指标高，因此T-64生产成本也非常高。按1981年卢布对美元兑换率来算，一辆T-64坦克生产成本达112.1万美元。[5]

### 抨擊與回應
另外，T-64的各种问题也引来不少“外界的质疑”和反向回應的爭論：
- 自动装弹机安全性
  - 质疑：當時的自动装弹机技術缺乏安全保护，很容易给坦克乘员（尤其是坐在装弹机旁边的炮手）带来危险：只要乘员一个不小心，衣服、四肢很容易就碰到机器的运动部件，被工作中的装弹机扯进去，造成可以致命的重伤甚至当场死亡。[10][33]
  - 反駁：相对而言M1的炮塔成员中，装填手在炮膛左后，车长在炮膛右后，中间没有隔离，两人可在车内互换位置，只要装填手和车长一个不小心，很容易就能被火炮后坐击中，造成可以致命的重伤甚至当场死亡。M1为手动装填一枚M829穿甲弹重约20kg其它弹种更重，装填手无法坐姿操作，战斗中需站立以腿控制气动活门的开关，再双手从弹仓取弹，只要一个不小心于车身晃动下跌到，也是容易就会被空气活门夹手造成断肢残废。
- 成員減少的優缺點
  - 质疑：尽管由于T-64只需三名乘员，自动装弹机省去了一个装弹手，因而理论上可以用同等数量的人员即可操作更多坦克，原来300人部隊只能驾驶75辆需要4人的T-62，但现在可驾驶100辆只需3人的T-64，但实际上每车人员减少导致日常维护压力加大。通常坦克日常维护是在每天任务结束后开始这时候每个人都筋疲力尽。处于这样状态的3人做原来4人工作，有时会把维护工作搞砸。一旦车长还兼任部队士官、军官，那么一旦他要在训练后组织会议，就只剩2个人来进行维护了，这无疑与雪上加霜。同時意味着一旦坦克出现机械故障，3人进行维修会比4人需要更多的时间，一旦战争爆发就有可能因此耽误战机。维护问题在长时间的军事行动里面会显得更严重。
  - 反駁：雖然和財力雄厚跟着一支维修队的西方坦克队无法相比，但苏军也非仅靠坦克乘员完成日常维护，故沒有這種情境存在。[33]

## 使用國
- 白俄羅斯
- 摩尔多瓦：少量T-64BV被德涅斯特河沿岸摩尔达维亚共和国装备。[29][34]
- 俄羅斯：约有100辆处于现役，并有4000辆处于封存状态。[4]
- ：2005年有100辆现役。[35]
- 乌克兰：1995年现役2345辆，2000年为2277辆，而2005年则为2215辆。[36] 当前现役的大部分都已经经过现代化升级。
  -  俄占頓內次克
  -  俄占盧汉斯克

### 原产国
- 苏联：其原有的T-64坦克由其解體后的独立国家所接收。

## 技术参数
以下参数测量自T-64BV型。
- 长度（包括炮管）： 9.295公尺
- 长度（除去炮管）： 6.54 公尺
- 宽度: 3.6 公尺
- 高度: 2.17 公尺
- 重量: 42.4 吨

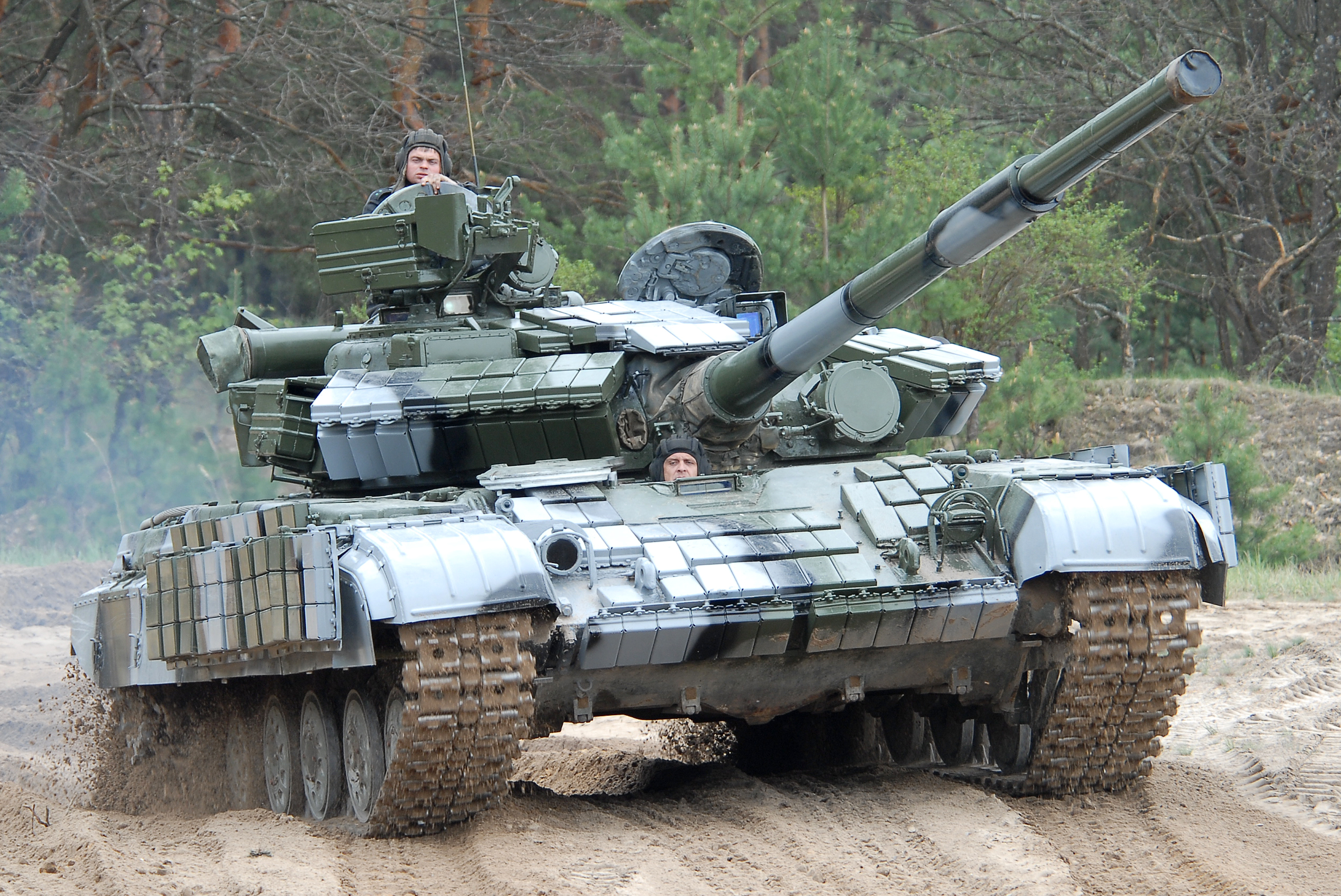
T-64BV坦克上覆盖了反应装甲

- 发动机：支持柴油、煤油、汽油三种燃料的5缸5DTF发动机，排量13.6升。
- 最大路面速度：60.5公里/时
- 最大路面以外速度：35公里/时
- 推重比：16.2匹/吨（11.9瓦/千克）
- 最大行动距离：500公里（无附加油箱）/700公里（附加油箱）
- 一门125公釐2A46M-1式滑膛炮，配6ETs40自动装弹机，28发炮弹，最高射速达每分钟8发。
- 8枚9M112“眼镜蛇”炮射反坦克导弹（北约代号“AT-8 鸣禽”）。
- 7.62毫米PKMT同轴机枪，备弹1250发
- 遥控12.7毫米NSVT防空机枪，备弹300发
- 两组4发902B“乌云-2”式烟雾弹发射器
- 3层K型复合装甲，厚度为20~450毫米。
- 6毫米厚橡胶履带侧裙[10]，用于保护悬挂系统上半部分。
- 「接触-1」反应装甲

## 流行文化
在2015年OB的電腦線上遊戲《装甲战争》中以T-64作為供應商Shishkin之East European MBTs科技樹裡的4階主戰坦克登場
《戰爭雷霆》於遊戲中是蘇聯首輛6階坦克，目前型號有T-64A、T-64B